# Ksar Bayouli
Ne doit pas être confondu avec Ksar Bayouli (Oued Graguer).
Ksar Bayouli est un ksar de Tunisie situé dans le gouvernorat de Tataouine.

## Localisation
Le ksar est situé sur un piton escarpé à caractère défensif, ce qui en fait un exemple des « anciens villages pitonniers berbères devenus greniers ». Une butte qui abrite quatre habitations troglodytiques le sépare en deux parties, avec une ligne de ghorfas au nord-est et deux au sud-ouest.
La zaouïa de Sidi Abdellah Mahjoubi, un cimetière et trois anciennes huileries se trouvent à proximité.

## Histoire
Kamel Laroussi estime que le site est l'un des plus anciens de la région et pourrait remonter aux Xe et XIe siècles.

## Aménagement
Le ksar compte 47 ghorfas (18 au nord-est et 29 au sud-ouest) réparties sur un seul étage, Laroussi évoquant 120 ghorfas en 2004.
Le complexe est vétuste avec quelques ghorfas restant en bon état.